# Oost-Arnhem
Oost-Arnhem (formele naam: 'Korfbalvereniging Oost-Arnhem') is een korfbalvereniging in Arnhem. Oost-Arnhem werd in 1929 opgericht en heeft meer dan 300 leden.
De accommodatie van de vereniging bevindt zich op sportpark 'De Paasberg' aan de Van Maerlantstraat. Oost-Arnhem beschikte als een van de eerste Nederlandse korfbalverenigingen over een kunstgrasveld. De zaalwedstrijden worden gespeeld in sporthal 'Valkenhuizen'.

## Erelijst
- Nederlands kampioen zaalkorfbal, 3x (1987, 1988, 1996)
- Nederlands kampioen veldkorfbal, 1x (1997)
- Europcup kampioen zaalkorfbal, 2x (1988, 1989)

## Individuele Prijzen
Onderstaande spelers/coaches hebben prijzen gewonnen in dienst van Oost-Arnhem:
- Erik Wolsink, Beste Korfballer van het Jaar, 4x (1986, 1987, 1988, 1991)
- Ron Steenbergen, Beste Korfballer van het Jaar, 2x (1989, 1996)
- Jitte Bukkens, Beste Korfbalster van het Jaar, 1x (1996)
- Bandi Csupor, Beste Debutant van het Jaar, 1x (1985)
- Erik Wolsink, Beste Coach van het Jaar, 2x (1995, 1996)
- Jan Wals, Beste Coach van het Jaar, 1x (1987)
- Erik van Brenk, Beste Debutant van het Jaar, 1x (1998)